# Sude
Sude är en 85 kilometer lång biflod till Elbe. Den flyter inom nordtyska delstaterna Mecklenburg-Vorpommern och Niedersachsen. Floden Sude avvattnar en yta av 2 507 km² och har en medelvattenföring av 14 m³/s. 

## Geografi
Flodens källa ligger sydost om orten Renzow i distriktet Nordwestmecklenburg. Därifrån rinner floden mot öster till sjön Dümmer See och vidare mot söder genom distriktet Ludwigslust-Parchim. Där passerar den öster om staden Hagenow. Vid staden Hagenow vänder sig floden mot väst och rinner norr om staden Lübtheen mot gränsen mellan distrikten Ludwigslust-Parchim och Lüneburg, var floden rinner genom kommunen Amt Neuhaus. Efter några kilometer i förbundslandet Niedersachsen rinner floden Sude en gång till i distriktet Ludwigslust-Parchim och mynnar i floden Elbe vid Boizenburgs hamn.

## Externa länkar

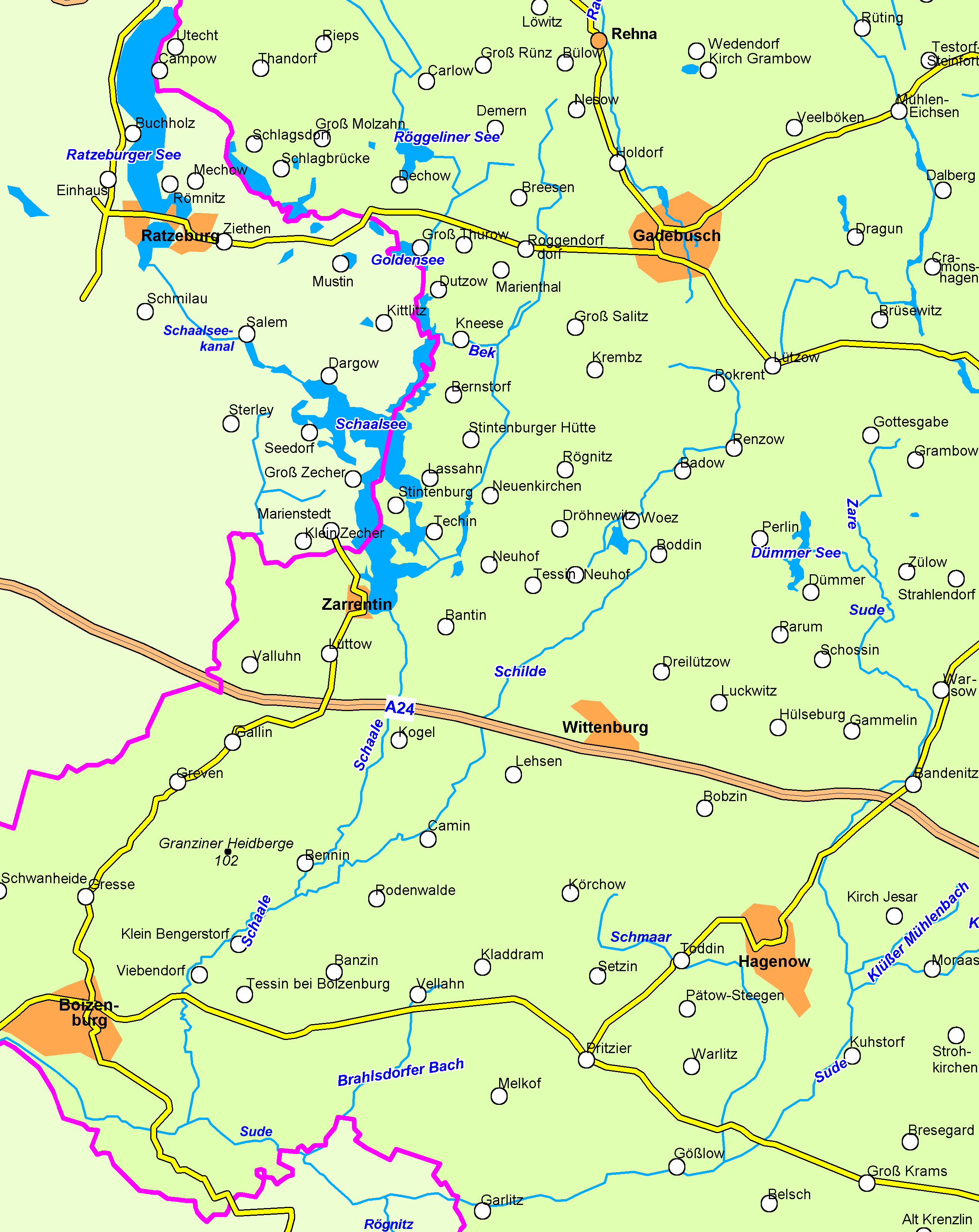
Karta över Sudes läge i Västmecklenburg